# ルネ・ヤーコプス
ルネ・ヤーコプス（René Jacobs、1946年10月30日 - ）は、ベルギーのカウンターテナー歌手、指揮者。

## 経歴
1946年ヘント生まれ。同地の大聖堂少年合唱団に所属して歌い始める。その後アルフレッド・デラーに学び、カウンターテナーとしてグスタフ・レオンハルトやニコラウス・アーノンクールのレコーディングに参加する。1970年代にコンチェルト・ヴォカーレを組織し、指揮者として活動を始める。そして、モンテヴェルディの声楽曲で目覚しい成果を挙げて注目される。
近年はハイドンやモーツァルトの交響曲をレコーディングしたり、コンチェルト・ケルンやベルリン古楽アカデミー、フライブルク・バロック管弦楽団とともにバロック・オペラやモーツァルトのオペラを取り上げている。近年ベルリン州立歌劇場にしばしば登場し、バロック・オペラの上演を行っている。
教育者としての活動としては、バーゼル・スコラ・カントルムで教授を務めている。